# Myrospermum frutescens
El Myrospermum frutescens también llamado cereipo o guatamare es un árbol del género de las myrospermum, es común en las zonas cálidas de la costa y en los bosques secos. Se usa como árbol ornamental en avenidas y parques. Su madera se puede usar para fabricar vigas y en trabajos de carpintería. Es uno de los árboles emblemáticos de Venezuela, específicamente del Estado Estado Anzoátegui.

## Taxonomía
Pertenece a la familia Fabaceae. El género Myrospermun es un género monotípico, es decir, que sólo cuenta con una especie, M. frutescens. 

### Etimología
El nombre Myrospermun proviene de los vocablos griegos myron que significa aceitoso, perfumado y sperma, que quiere decir semilla. El nombre específico frutescens es latino que significa arborescente. También es conocido con los nombres de Guatamare, Estoraque y Macagua.

## Hábitat
Es un árbol de América Tropical continental distribuido desde México hasta Colombia, Venezuela y Trinidad. Es nativo de las tierras bajas y de medianas elevaciones, en bosques húmedos o muy húmedos de los trópicos americanos, a menudo se encuentra en condiciones semiáridas. Una planta muy adaptable, puede tolerar temperaturas medias diarias de hasta 35 °C y una precipitación media anual de 500 a 1500 mm. Requiere una posición soleada, teniendo éxito en una variedad de suelos. En Venezuela es frecuente en las cálidas zonas de la costa y en los bosques tipo seco de Los Llanos. Adquiere mayores dimensiones en la región nororiental del país, particularmente en los estados Estado Anzoátegui y Sucre, en altitudes mayores a 800 m s. n. m.

## Descripción
Es un árbol muy variable en sus caracteres según la exposición y naturaleza del suelo, a veces no pasa de ser un mero arbusto de 2 a 3 metros de alto, otras veces se hace árbol de hasta 25 m de alto, con troncos de 30 a 40 cm de diámetro en la base.
Las hojas son compuestas, imparipinnadas, alternas, de 10 a 20 cm de largo. Foliolos alternos, en número de 11 a 17, oblongos, aovado-oblongos o elípticos, redondeados y emarginados en el ápice, cuneados a redondeados en la base, cortamente peciolados, pubérulos en la etapa juvenil, glabros con el tiempo, con puntos translúcidos, verde-oscuros en la cara superior y pálidos en la inferior.
Las flores son blancas, pequeñas, agrupadas en racimos axilares hacia el extremo de las ramas, de 7 a 10 cm de largo, más cortos que las hojas; raquis pubescente. Cáliz gamosépalo, de unos 5 mm de largo, pubescente, con dientes diminutos. Corola con 5 pétalos amariposados. Estandarte obaovado, de más o menos 1,5 cm de largo; los otros 4 pétalos casi iguales, libres, encorvados, agudos, algo más cortos que el estandarte. Estambres 10, tan largos como los pétalos, glabros. Anteras pequeñas dehiscentes longitudinalmente.
Los frutos son legumbres aplanadas, indehiscentes de color amarillento, con una sola semilla en la región apical y una ancha ala en la región basal, de 5 a 9 cm de largo, brevemente estipitada. Semilla ovoidea, deprimida, de 1 a 3 cm de largo por unos 2 cm de ancho. La madera es dura y relativamente pesada (peso específico 0,85) con albura amarillenta y el corazón de color achocolatado con vetas más oscuras. Este árbol se propaga por semilla; presenta crecimiento relativamente lento; es muy resistente a la sequía. Es un árbol que deja caer sus hojas durante la estación seca, pero las repone a inicios de la estación lluviosa. Florece y fructifica de octubre a mayo.

## Usos
El cereipo se puede utilizar como árbol ornamental en avenidas, parques, plazas y como árbol de reforestación de las áreas secas. La planta a veces se cultiva para dar sombra y ayudar a conservar el suelo. En Venezuela, esta especie se encuentra amenazada debido a la explotación como planta ornamental y la destrucción de su hábitat, apareciendo así en el Libro rojos de la flora venezolana. La madera, aunque es difícil de trabajar, adquiere un buen pulimento, por su dureza y durabilidad, se puede usar para fabricar vigas, viguetas y para obras de interior. El fruto contiene una resina de olor fuerte y un tanto desagradable. En la medicina casera se emplea, según Pittier, en la curación del pasmo, del tétano, de las afecciones reumáticas.